# Biblioteca Patrimonial Digital de la Universitat de Barcelona
La Biblioteca Patrimonial Digital de la Universitat de Barcelona (BiPaDi) és el portal que conté les còpies digitalitzades dels fons patrimonials, bibliogràfics i documentals de la Universitat de Barcelona: manuscrits, incunables i impresos del segle xvi al XIX, així com altres col·leccions bibliogràfiques úniques de documents i fons d'arxiu.
Molts d'aquests manuscrits, incunables o edicions prínceps tenen un valor incalculable, ja sigui per la seva antiguitat, pels pocs exemplars que queden al món, per l'originalitat o pel seu caràcter artístic.

## Objectius[3]

### Objectiu principal
BiPaDi vol revalorar i difondre el patrimoni bibliogràfic excepcional d'una de les biblioteques de fons antic més importants de l'Estat espanyol, a més de crear col·leccions úniques, singulars i distintives.

### Objectius secundaris
BiPaDi també vol contribuir a la preservació dels materials originals i a la democratització d'aquest llegat per oferir-lo a la societat, augmentar la visibilitat d'aquest fons en els àmbits nacional i internacional, oferir a la comunitat investigadora especialitzada uns documents únics, útils per a diverses àrees de recerca, i posar a disposició de la comunitat acadèmica uns materials bibliogràfics que contribueixin a ampliar el coneixement.

## Fons patrimonials

### Fons antic
Integrat per manuscrits, incunables i edicions dels segles XVI al xix. Es troba dipositat, sobretot, al CRAI Biblioteca de Fons Antic. Alguns dels fons que el formen són els de les biblioteques conventuals de Barcelona després de la desamortització de Mendizábal i una part de la biblioteca de l'antiga Universitat de Cervera, entre d'altres que s'han anat rebent i incorporant al llarg dels anys. També es complementa amb documents dipositats a les biblioteques de Medicina i Dret de la UB, entre d'altres.
Actualment s'hi pot trobar el següent:
- 2.178 manuscrits. El més antic és del segle x, però la majoria són dels segles XV al xviii.
- 772 edicions i 975 exemplars incunables. El més antic que s'hi conserva és un dels primers llibres impresos a Itàlia, De Oratore, de Ciceró, imprès per Conradus Sweynheym i Arnoldus Pannartz a Subiaco el 1465.
- Més de 150.000 llibres impresos dels segles XVI al xix. Destaquen el conjunt de sermonaris, el fons de revistes dels segles xvii i xviii i el fons d'obres de medicina i ciències jurídiques.[3]

### Fons personals i col·leccions especials
Estan formats pels fons d'arxius i col·leccions personals, els quals acostumen a tenir l'origen en la donació de documents.

## Col·leccions[5]

### Col·leccions fins al moment (abril 2015)
- Anatomia (atles i tractats). Col·lecció que recull tractats, atles o monografies, des del segle xvi fins a principi del segle xx, sobre l'estudi i la descripció del cos humà, tant des d'un punt de vista morfològic com funcional. Es troben dipositats, principalment, als CRAI Biblioteca de Medicina i de Fons Antic.
- Col·legi de Cirurgia de Barcelona. Col·lecció que recull els fons de la biblioteca del Reial Col·legi de Cirurgia de Barcelona. Es troba descrita al catàleg en línia de fons antic del CRAI de la UB.
- Farmàcia i farmacopees. Col·lecció formada per la farmacopea del Col·legi d'Apotecaris de València, dos exemplars de la Farmacopea Hispana, farmacopees d'altres països europeus i obres sobre medicaments, fórmules magistrals i botànica mèdica. Inclou també una reproducció de les Concòrdies de Barcelona (les diferents edicions de la farmacopea vigent a Catalunya des de 1511), concretament Concordiae apothecariorum Barchinone, escrita en llatí i amb caràcters gòtics.
- Història de la medicina. Col·lecció formada per tractats que revisen, interpreten o recopilen coneixements mèdics d'èpoques anteriors (com Galè i Hipòcrates) i obres originals o reproduccions de grans tractats, com ara Santiago Ramón y Cajal. La majoria d'aquestes obres provenen del fons del CRAI Biblioteca de Fons Antic de la UB.
- Incunables. Col·lecció que reuneix els incunables més representatius del fons conservat al CRAI Biblioteca de Fons Antic, els quals també provenen dels convents alliberats arran de la desamortització de Mendizábal. Hi predominen els llibres religiosos, però també hi ha obres d'altres temàtiques (clàssics, filologia, ciències, història, geografia, medicina i dret). Alguns exemplars destacats són El llibre dels àngels, de Francesc Eiximenis, imprès a Barcelona el 1494, o el diccionari de llatí Comprehensorium, de Johannes Gramaticus, imprès a València el 1475.
- La lluita contra les epidèmies. Col·lecció que inclou estudis que recollien, principalment, observacions sobre símptomes i patiments que comportaven les malalties contagioses i les anomenades grans plagues: pesta, tuberculosi, sífilis, còlera, febre groga, tifus, ... També recull obres amb un enfocament més científic, sobretot les datades de finals segle xviii i a partir del segle xix.
- Manuscrits. Col·lecció formada per documents de temàtica diversa del fons del CRAI Biblioteca de Fons Antic de la UB. Són un total de 2.178, els més antics són dels segles x i xi, un centenar són medievals i la resta s'emmarquen entre els segles XV i xviii. Igual que els incunables, una majoria provenen d'antigues biblioteques de convents barcelonins que l'any 1835, amb la desamortització de Mendizábal, van reunir-se a les recentment creades biblioteques públiques provincials que, per llei, es constituïren a les universitats quan la capital provincial era alhora seu universitària.
- Medicines alternatives i complementàries. Col·lecció que recull obres relacionades amb les teràpies, medicines i maneres diferents d'entendre la salut de la medicina tradicional o occidental. S'han seleccionat els documents que, per la seva data de publicació (mitjan segle xix, principis del segle XX), poden ajudar a entendre l'aplicació de diferents teràpies usades per personal mèdic. Està dipositada al CRAI Biblioteca de Medicina de la UB.
- Medicina interna i patologia. Col·lecció que engloba obres que tracten patologies diverses que queden fora de l'abast de la cirurgia, pediatria, ginecologia i obstetrícia. Comprèn diverses especialitats (des de la pneumologia i la cardiologia fins a l'oncologia, la geriatria, l'endocrinologia o la reumatologia) i les tracta de manera integrada per tal de facilitar la prevenció, el diagnòstic i el tractament no quirúrgic de malalties que afecten òrgans i sistemes en adults. Destaquen obres com Opera omnia medico-practica et anatomica, de 1704, de Giorgio Baglivi, o Conspectvs medicinae theorico-practicae, de 1718, de Johann Juncker.
- Salut de la dona i dels infants. Col·lecció formada per unes 300 obres del segle xix i principis del xx. Recullen els principals avenços en el coneixement i les tècniques terapèutiques de les malalties que afectaven les dones i els infants. Destaca l'obra gairebé completa de dos ginecòlegs catalans i catedràtics de la Facultat de Medicina de la Universitat de Barcelona: Tratado completo de obstetricia, de Francesc de Paula Campà i Porta, i Tratado de ginecología, de Miquel Fargas i Roca.

## Preservació i accés
BiPadi es defineix com un "projecte a tres bandes": centre de digitalització, servei de difusió i pla de preservació. La digitalització de la majoria de documents ha estat duta a terme pel Centre de Digitalització de la Universitat de Barcelona, el qual genera fitxers a partir dels documents originals per tal de posar-los a l'abast dels usuaris a través del portal BiPaDi. Ha comptat amb el finançament del Health Universitat de Barcelona Campus Arxivat 2015-04-16 a Wayback Machine. (HUB) i l'assessorament tècnic de la Facultat d'Informació i Mitjans Audiovisuals de la Universitat de Barcelona. El servidor de difusió treballa amb el gestor de repositoris digitals CONTENTdm. Els resultats es visualitzen en format JPG i en text, produït amb programari OCR; cada registre conté un registre catalogràfic elaborat amb metadades Dublin Core. L'usuari pot descarregar el document complet o en fragments. El projecte BiPaDi permet accedir a les seves col·leccions des de repositoris col·laboratius d'àmbit català com la Memòria Digital de Catalunya i europeu com Europeana. Els beneficis immediats per a l'usuari són l'optimització del procés de cerca i recuperació de la informació, gràcies a la reducció de les interfícies de consulta i la unificació de formats.
Com a pla de preservació, BiPaDi utilitza el programari Libsafe, una eina per documentar, dissenyar i aplicar un procés de preservació digital, basat en el model de preservació OAIS, que ordena la informació, gestiona les metadades dels objectes i duu a terme auditories periòdiques per assegurar que la informació preservada és accessible en qualsevol moment.